# When Bobby Forgot
When Bobby Forgot è un cortometraggio muto del 1913 diretto da Larry Trimble.

## Produzione
Il film fu prodotto dalla Vitagraph Company of America.

## Distribuzione
Distribuito dalla General Film Company, il film - un cortometraggio di 181 metri - uscì nelle sale cinematografiche statunitensi il 25 gennaio 1913 e nel Regno Unito il 10 maggio 1913.
Nelle proiezioni, veniva programmato con il sistema dello split reel, accorpato in un'unica bobina con un altro cortometraggio prodotto dalla Vitagraph, la commedia Everybody's Doing It.